# 洛巴托 (科羅拉多州)
洛巴托斯（英語：Lobatos）是位於美國科羅拉多州科內霍斯縣的一個非建制地區。該地的面積和人口皆未知。

## 地理
洛巴托斯的座標為37°04′46″N 105°56′56″W / 37.07944°N 105.94889°W，而該地的平均海拔高度為2287米（即7503英尺）。